# Cañón de campaña

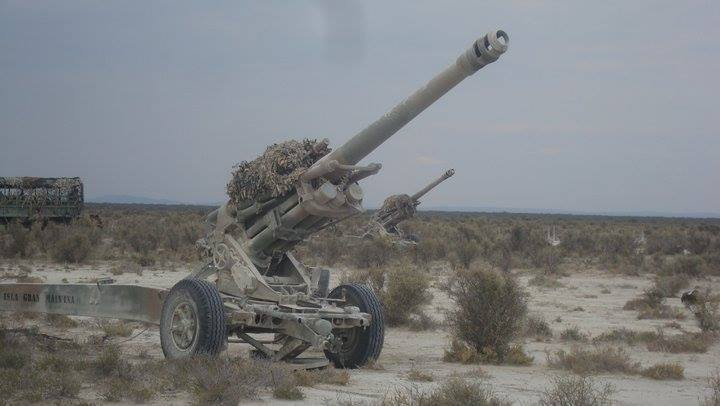
Cañón de 155 mm L 33 Modelo Argentino.

Un cañón de campaña es una pieza de artillería de campaña. Originalmente, el término se refería a las armas más pequeñas que podrían acompañar a un ejército de campaña en la marcha, que cuando estaban en combate podían moverse por el campo de batalla en respuesta a las circunstancias cambiantes (artillería de campaña), en oposición a las armas instaladas en un fuerte (artillería de guarnición o artillería costera), o para asediar cañones y morteros que son demasiado grandes para ser movidos rápidamente, y se usarían solo en un asedio prolongado.
Quizás el uso más famoso del cañón de campaña en términos de tácticas avanzadas fue el uso por Napoleón Bonaparte de ruedas muy grandes en las armas que les permitieron moverse rápidamente incluso durante una batalla. Al mover las armas de un punto a otro durante una batalla, las formaciones enemigas pueden ser divididas para ser manejadas por la infantería o la caballería dondequiera que estuvieran en masa, aumentando dramáticamente la efectividad general del ataque.

## Primera Guerra Mundial

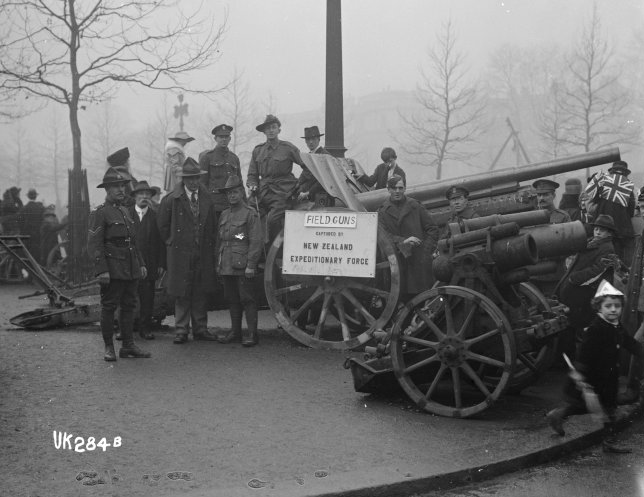
Cañones de campaña alemanes capturados por el NZEF, en una muestra en Londres, 1918

A medida que la evolución de la artillería continuaba, casi todas las armas de cualquier tamaño se podían mover a cierta velocidad. Con pocas excepciones, incluso las armas de asedio más grandes se habían vuelto móviles por carretera o ferrocarril al comienzo de la Primera Guerra Mundial, y la evolución posterior a ese punto tendía a ser hacia armas más pequeñas con mayor movilidad. Incluso los cañones súper pesados alemanes en la Segunda Guerra Mundial eran ferroviarios o a oruga.
En el uso británico, un cañón de campaña tenía un calibre de alrededor de 4.5 pulgadas: las armas más grandes eran medianas y las más largas de las pesadas. Su arma más grande (a diferencia del obús) era el medio de 5,5 pulgadas (140 mm), con un rango de aproximadamente 15000 a 16000 yardas.

## Segunda Guerra Mundial
Desde el comienzo de la Segunda Guerra Mundial, el término se ha aplicado a piezas de artillería de largo alcance que disparan en un ángulo relativamente bajo, en oposición a los obuses que pueden disparar en ángulos más altos. Las armas de campaña también carecen de un propósito especializado, como la artillería antitanque o costera. En las últimas etapas de la Segunda Guerra Mundial, la mayoría de la artillería en uso estaba en forma de obuses de 105 mm a 155 mm, o en forma de cañones híbridos antitanque / campaña que tenían una velocidad de cañón suficientemente alta para ser utilizada en ambos roles Las armas de campo más comunes de la era fueron las británicas 5.5 pulgadas, las estadounidense 155 mm Long Tom (un desarrollo de un arma francesa de la Primera Guerra Mundial) y la soviética BS-3, una pieza de artillería adaptada de una pieza naval y diseñada para uso dual como arma antitanque.

## Década de 1960
El Ejército de los Estados Unidos probó nuevamente el arma de largo alcance en la década de 1960 con el cañón autopropulsado M107 de 175 mm. El M107 se usó ampliamente en la guerra de Vietnam y resultó efectivo en los duelos de artillería con las fuerzas de Vietnam del Norte. Se lo consideró un ítem de alto mantenimiento y se retiró del servicio con las fuerzas de los Estados Unidos después de una erupción de barriles agrietados. La producción del M107 continuó a lo largo de la década de 1980, y el arma continúa en servicio con las fuerzas israelíes y las existencias de reserva están en manos de otros usuarios, como el Ejército Popular de Vietnam.

## Tiempos modernos
Hoy el cañón de campaña se encuentra en un área que parece haberse ido para siempre. La clase de artillería pequeña y altamente móvil ha sido llenada con una capacidad creciente por el mortero portátil, que reemplazó a casi todas las piezas de artillería de menos de 100 mm. Los cañones-obuses llenan el terreno intermedio, y el mundo se estandariza rápidamente con los estándares de 155 mm de la OTAN o 152 mm de la URSS. La necesidad de un arma de largo alcance está cubierta por artillería de cohetes o aeronaves. La artillería de armas moderna, como la pieza L118 de 105 mm, se usa para proporcionar apoyo de fuego para infantería y blindados en rangos donde los morteros no son prácticos. Los morteros de infantes carecen del alcance o el poder de golpe de los cañones de artillería. En el medio está el mortero remolcado y estriado; esta arma (generalmente de 120 mm de calibre) es lo suficientemente liviana para ser remolcada por un Land Rover, tiene un alcance de más de 6000 metros y lanza una bomba de peso comparable a un proyectil de artillería.
Ejemplos de uso actual de este tipo de artillería es el cañón de 155 mm L 33 Modelo Argentino, utilizado por el Ejército Argentino y el Ejército de Tierra Croata; y el cañón de 155 mm L 45 CALA 30, también de origen argentino.